# اچ‌ام‌اس چلنجر (۱۸۵۸)
اچ‌ام‌اس چلنجر (۱۸۵۸) (به انگلیسی: HMS Challenger (1858)) یک کشتی بود که طول آن ۲۲۵ فوت ۳ اینچ (۶۸٫۶۶ متر) بود. این کشتی در سال ۱۸۵۸ ساخته شد.